# Giuseppe Bruschetti

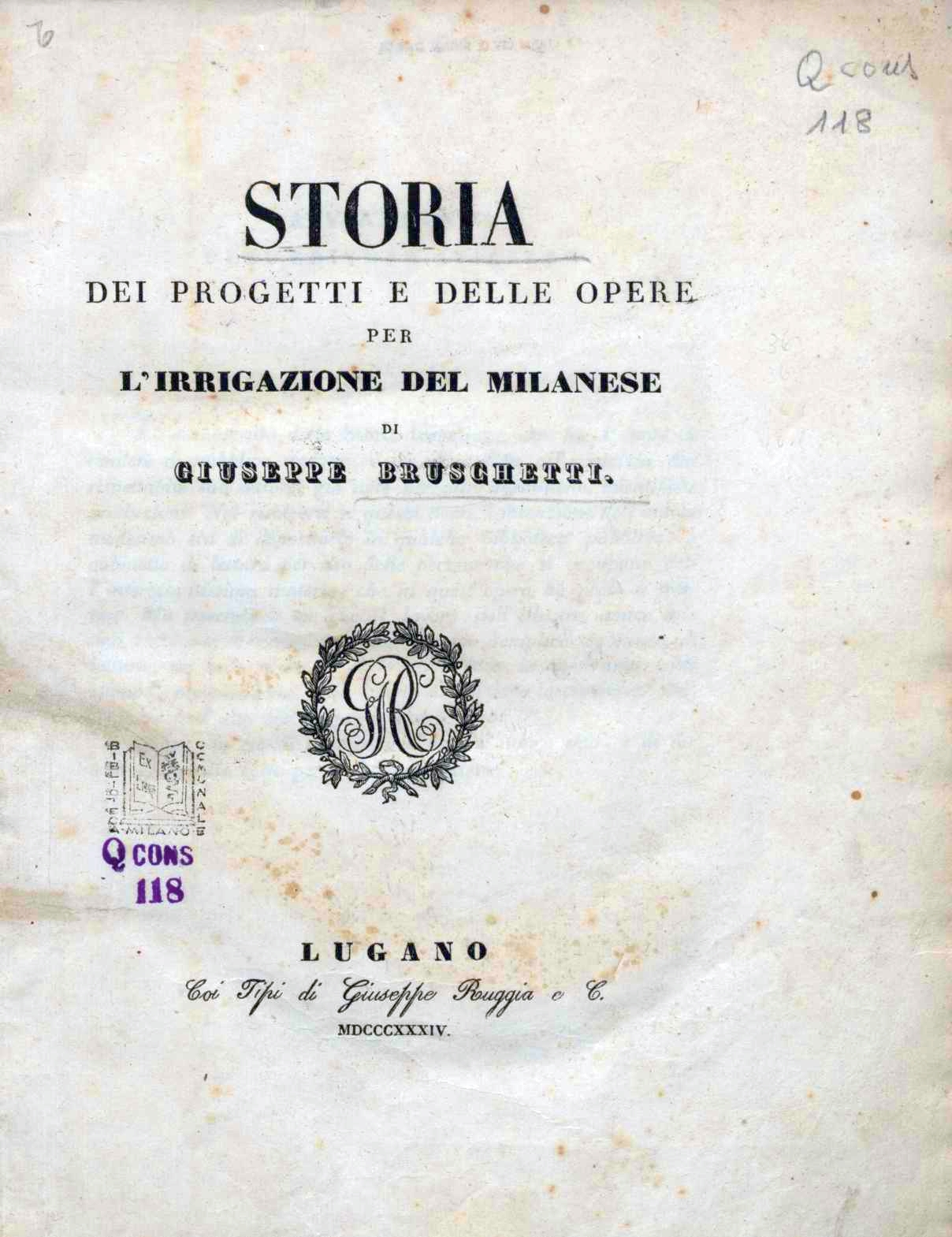
Storia dei progetti e delle opere per l'irrigazione del Milanese, 1834

Giuseppe Bruschetti (Milano, 31 agosto 1793 – Milano, 17 luglio 1871) è stato un ingegnere e politico italiano.

## Biografia
Da giovane si interessò, negli anni 1820-1830, del miglioramento dei sistemi di gestione delle acque nel territorio lombardo proponendo la costruzione di sistemi di canalizzazione delle acque.
Ma il settore in cui sviluppò più interesse fu quello dei sistemi d trasporto pubblico, sulla spinta dello sviluppo del treno a vapore che iniziava a diffondersi in quegli anni.
Essendo in odore di liberalismo emigrò in Piemonte prima sulla sponda piemontese del lago Maggiore e poi a Torino, dove divenne ufficiale del Genio.
Nel 1851 fu inviato in Sardegna per dirigere i lavori marittimi. Nel 1855 fu eletto nel collegio di Sassari al Parlamento subalpino, nella V legislatura, dopo ballottaggio. La sua elezione fu approvata con riserva perché il numero dei seggi a disposizione degli impiegati presenti nella Camera era limitato. Si procedette a un sorteggio e Bruschetti decadde.

## Opere
- Storia dei progetti e delle opere per l'irrigazione del Milanese, Lugano, Giuseppe Ruggia & C., 1834.
- Risposta dell'Ingegnere Giuseppe Bruschetti all'articolo del dottor Carlo Cattaneo, 1836.
- Progetto della strada di ferro da Milano a Como, 1836.
- Progetto della strada di ferro da Milano a Bergamo, 1838.
- Esame sul modo di liberare Como e Lecco dalle inondazioni, Milano, Stamperia reale, 1839.
- Seguito dell'appendice alla memoria sul modo più conveniente e facile di liberare Como e Lecco dalle inondazioni, Milano, Stamperia reale, 1839.
- Le ferrovie per l'interno delle città, 1857.
- Sul modo più facile, conveniente ed economico di estendere il beneficio dell'irrigazione a tutto il territorio in pianura dell'alto milanese, Milano, Fratelli Borroni, 1863.